# Stanley Eric Reinhart

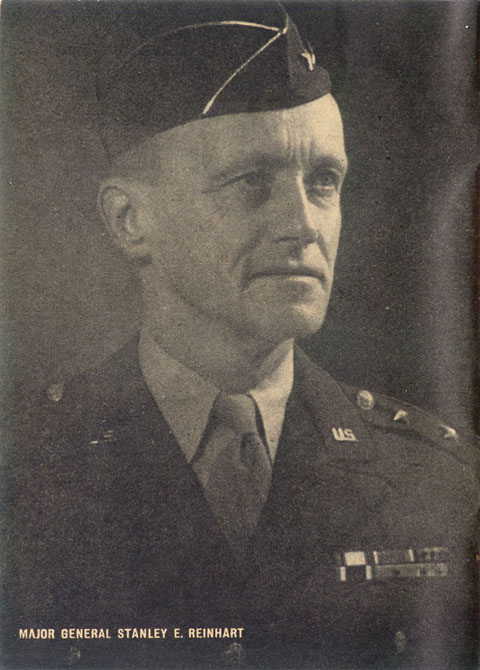
Stanley Eric Reinhart

Stanley Eric Reinhart (* 15. September 1893 in Polk in Ashland County; † 4. Juni 1975) war ein US-amerikanischer General des Zweiten Weltkrieges und nach Kriegsende Militärgouverneur von Oberösterreich.

## Leben
Reinhart wurde in Polk in Ohio geboren und arbeitete bis 1911 als Lehrer in North Red Haw, ebenfalls Ohio. Er schloss 1916 die Militärakademie in Westpoint ab und wurde der Feldartillerie in Camp Fort Bliss (Texas) zugeteilt.

## Militärische Laufbahn
Am 30. Juni 1917 wurde er zur American Expeditionary Force als Adjutant unter General Payton C. March nach Frankreich geschickt. Vom 12. Februar bis zum 10. Juli 1918 befehligte er dort eine Feldartillerieabteilung und führte seine Abteilung auch erfolgreich in die Schlacht im Wald von Belleau. Danach übertrug man ihm das Kommando über ein Bataillon der Artillerie, das er während der Kämpfe bei Soissons, Ypres-Lys und in der Meuse-Argonne-Offensive befehligte.
Nachdem die Mittelmächte am 11. November 1918 die Waffen gestreckt hatten, kehrte er am 2. August 1919 in die Vereinigten Staaten zurück, wo er ein dreiviertel Jahr später heiratete. Zwischen dem Ersten und Zweiten Weltkrieg diente er als Ausbilder in Feldartillerie und als Lehrer an verschiedenen Kriegs- und Militärschulen der USA.

### Pearl Harbor
Nach dem Angriff der Japanischen Streitkräfte auf Pearl Harbor war Reinhart Kommandeur der Artillerie der 25. Division, die die Küste der Insel Oʻahu verteidigte. Am 6. Dezember 1942 wurde er nach Guadalcanal eingeschifft und nahm an der dortigen Schlacht teil. Am 22. April des darauffolgenden Jahres wurde er vom US-Verteidigungsministerium nach Hause beordert.

### 65. Infanteriedivision
Ab Juli 1943 bis Mitte Dezember 1944 organisierte und bildete er die 65. Infanteriedivision in Camp Shelby, Missouri aus. Danach überquerte er mit ihr den Atlantik und stieß als ihr Befehlshaber zu George Pattons dritter Armee. Zusammen mit Pattons Truppen überquerten sie die Saar und kämpften sich durch Deutschland in Richtung Österreich.
Unter seiner Führung kämpfte sich die 65. Division über die Fulda, Werra, die Donau, den Inn, die Traun und die Enns. Dabei eroberte sie Neunkirchen, Oberursel, Bebra, Rottenburg an der Laaber, Langensalza, Neumarkt, Regensburg und Passau, weiter Schärding, Eferding, Linz und Enns. Außerdem übernahm sie die Deutsche Donauflotte sowie die Ungarische Kriegsmarine, bestehend aus 25 bewaffneten Schiffen und über 400 weiteren Fahrzeugen.

Urkunde General Reinhart (1945)

### Oberösterreich
Am Ende des Krieges wurde er zum Militärgouverneur von Oberösterreich ernannt und schlug sein Hauptquartier in Linz auf, wo die 65. und später die 26. US-Infanteriedivision ebenfalls ihr Quartier aufschlugen.
General Stanley Eric Reinhart musste am 15. Oktober 1945 ins Lazarett und kehrte einen Monat später in die Vereinigten Staaten zurück, wo er sich am 30. September 1946 aufgrund von physischen Beschwerden zur Ruhe setzte.

## Auszeichnungen
Im Verlauf seiner Soldatenkarriere wurde Major General Reinhart mit zehn Battle Stars, der Army Distinguished Service Medal mit Eichenlaub, dem Silver Star, dem Legion of Merit, dem Bronze Star, dem Französischen Legion d’Honneur, dem Croix de guerre und dem sowjetischen Orden des Vaterländischen Krieges I. Klasse ausgezeichnet. Außerdem wurde er Ehrenmitglied der Russischen Garde.
Am 16. Oktober 1945 wurde General Stanley Eric Reinhart vom Land Oberösterreich für sein besonderes Engagement während der schwierigen Zeit des Zweiten Weltkrieges und seine Unterstützung bei der Wiederherstellung von Kultur und Wirtschaft eine Urkunde überreicht.

## Rezeption
Die Passauer Neue Presse berichtet am 26. September 2009, dass Anna Rosmus mit Unterstützung des Österreichischen Gedenkdienstes im Geburtshaus von Adolf Hitler in Braunau am Inn ein General-Reinhart-Museum einrichten möchte. Dieses sollte auch Teil des bereits 2000 von Andreas Maislinger vorgeschlagenen Konzeptes Haus der Verantwortung werden. Diese Idee wurde jedoch nie verwirklicht.